# Østrigs flag
Østrigs flag består af en horisontal hvid stribe på rød bund. Sammen med det danske flag gør Østrig krav på at have et af verdens ældste flag. Imidlertid har det røde og hvide flag ikke været i kontinuerlig brug som Østrigs flag gennem historien. Da Habsburgmonarkiet brød sammen i 1918 havde de røde og hvide farver konkurrence fra sort og gult. Østrigs flag, som vi kender det i dag, blev først officielt vedtaget i 1919. Disse farver blev valgt, netop på grund af de historiske relationer, man fandt frem til dengang. 
Farverne siges at stamme fra hertug Leopold V af Østrig (1157-1194), som ved Slaget ved Acre under korstoget blev dækket af blod. Men da han fjernede sit bælte, kunne man se en hvid stribe, hvor bæltet havde været. Egentlig stammer flaget fra 1200-tallet, da hertug Frederik II af Østrig ville lægge afstand til den tysk-romerske kejser. 
Rød og hvid er også farverne for flere af landets delstater: Oberösterreich, Salzburg, Tyrol, Vorarlberg og Wien. 
Østrigs statsflag har rigsvåbnet sat ind i midten af flaget.

## Præsidentflag
Forbundspræsidenten fører et flag inspireret af militære faner, noget flammeborden i rødt og hvidt vidner om. Formatet er kvadratisk og midterste del af flagdugen er delt i Østrigs farver: rød-hvid-rød. I midten af flaget findes Østrigs rigsvåben i et hvidt våbenskjold med rund underkant. Statsrådet i forbundsregeringen benytter samme flag.